# Puskaannokka
Puskaannokka är en halvö i Finland. Den ligger i sjön Hiidenvesi och i kommunen Lojo i den ekonomiska regionen  Helsingfors  och landskapet Nyland, i den södra delen av landet, 50 km nordväst om huvudstaden Helsingfors.